# Stockstadt am Rhein
Stockstadt am Rhein település Németországban, Hessen tartományban. Lakosainak száma 6332 fő (2023. december 31.).

## Népesség
A település népességének változása:
| Lakosok száma | 5995 | 6042 | 6275 | 6333 | 6332 |
|               | 2017 | 2019 | 2021 | 2022 | 2023 |